# SwissFEL
SwissFEL ist der am Paul Scherrer Institut (PSI) im Dezember 2016 eingeweihte Freie-Elektronen-Röntgenlaser.
Das SwissFEL-Design ist optimiert, um Röntgenpulse im Wellenlängenbereich von 1 Å bis 70 Å zu erzeugen. Die Anlagenkonfiguration ist mit einer Gesamtlänge von knapp 740 Metern relativ kompakt. Die Bauarbeiten für den SwissFEL begannen im Frühjahr 2013. Nach der Fertigstellung des Gebäudes startete Anfang 2015 die Installation der technischen Komponenten. Die ersten Pilotexperimente wurden 2017 durchgeführt. Im Jahr 2018 wurde die erste Strahllinie ARAMIS in Betrieb genommen. Seit Sommer 2021 ist die zweite Strahllinie ATHOS in Betrieb.
ARAMIS liefert sehr energiereiches, kurzwelliges Röntgenlicht, mit dem man gut verfolgen kann, wie Atome sich während eines schnell ablaufenden Prozesses verhalten. ATHOS liefert weicheres Röntgenlicht mit geringerer Energie, um Atome und Moleküle dabei zu beobachten, wie sie eine neue chemische Bindung eingehen. Insgesamt kostete der Bau rund 275 Millionen Schweizer Franken.

## Standort
Der SwissFEL wurde in der Nähe des PSI-Geländes in den Würenlinger Wald gebaut. Dort sind die Temperaturschwankungen und Erschütterungen besonders gering, was den Betrieb vereinfacht: Die Temperatur im Strahlkanal darf um höchstens 0,1 Grad von den idealen 24 Grad Celsius abweichen, weil sonst geringste Materialausdehnungen die Messergebnisse verzerren oder Experimente ganz vereiteln. Auch deshalb wurden grosse Teile des langen Gebäudes mit Erde und Kies bedeckt. So schuf man gleichzeitig ein Magerrasen-Biotop, das als natürlicher Lebensraum für viele bedrohte Pflanzen und Tiere dient.

## Funktionsweise
Im Wesentlichen besteht der SwissFEL aus vier Bauteilen: einer Elektronenquelle, einem Linearbeschleuniger, einer Anordnung von Undulatoren und Messplätzen. Mit einem gepulsten Laser werden Elektronen aus einer Kupferscheibe freigesetzt. Die Wolke dieser Elektronen wird mit einem elektrischen Feld beschleunigt und zusammengehalten. Sie werden in den Linearbeschleuniger geleitet, der die Elektronen mit Wechselspannung in hoher Frequenz weiterbeschleunigt. Die Elektronen fliegen nun durch eine Strecke von alternierend angeordneten Dipolmagneten, den Undulator: Dieser zwingt sie auf einen Slalomkurs. Bei jeder Richtungsänderung strahlen die Elektronen Röntgenlicht aus. So entsteht ein Röntgenlichtstrahl mit laserartigen Eigenschaften, der in den Messplätzen für Experimente genutzt werden kann.
Der Röntgenstrahl erreicht bis zu 10 Gigawatt Leistung und ist extrem schnell gepulst: Bis zu 100 Blitze pro Sekunde, die jeweils nur 1 bis 60 Femtosekunden dauern. Die Pulse sind so lichtstark, dass sich mit ihnen Filme von den Bewegungen der Atome und Moleküle erstellen lassen. Weltweit gibt es nur vier weitere Röntgenlaseranlagen in vergleichbarer Grössenordnung.

## Anwendungsbereiche
Mit Röntgenlasern wie dem des SwissFEL lassen sich zum Beispiel neue Materialien für die Elektronik erforschen, um die Miniaturisierung in diesem Bereich weiter voranzutreiben. Man kann den Ablauf katalytischer Reaktionen auf atomarer Ebene verfolgen, um sie zu optimieren und so etwa die Ressourceneffizienz in der Umwelttechnik oder der Chemieindustrie zu verbessern. Biomediziner können detailliert die Struktur von lebenswichtigen Proteinen und ihre Reaktionen auf Substanzen beobachten, um neue Medikamente zu entwickeln.